# Стрьомстад (община)
Община Стрьомстад (на шведски: Strömstads kommun) е разположена в лен Вестра Йоталанд, югозападна Швеция с обща площ 482 km2 и население 12 480 души (към 31 декември 2013). Административен център на община Стрьомстад е едноименния град Стрьомстад.